# Litichovice
Litichovice (Duits: Litichowitz) is een Tsjechische gemeente in de regio Midden-Bohemen en maakt deel uit van het district Benešov. Het dorp ligt op ongeveer veertien kilometer afstand van de stad Benešov.
Litichovice telt 75 inwoners (2025).

## Geschiedenis
De eerste schriftelijke vermelding van Litichovice dateert van omstreeks 1402.
Sinds 1960 maakt Litichovice deel uit van het district Benešov. Het wapen en de vlag werden op 23 juni 2022 aan de gemeente toegekend bij besluit van de voorzitter van de Kamer van Afgevaardigden van het Parlement van de Tsjechische Republiek.

## Voorzieningen
Er is een kleine brandweerkazerne in het dorp.

## Verkeer en vervoer

### Autowegen
Litichovice is bereikbaar via een regionale weg. 

### Spoorlijnen
Er is geen station in de gemeente. Het dichtstbijzijnde station is in Benešov, op zo'n vijftien kilometer afstand. Dat station ligt aan de spoorlijn van Benešov naar Vlašim.

### Buslijnen
Er is één bushalte vlak bij het dorp:
| Halte                   | Lijn(en) | Traject(en)               | Vervoerder(s) |
| ----------------------- | -------- | ------------------------- | ------------- |
| Divišov, Rozchod Dalovy | 791      | Benešov - Český Šternberk | CŠAD Benešov  |

### Fietsroutes
- 0072: Postupice - Jemniště - Divišov - Český Šternberk

## Bezienswaardigheden
- Dorpskapel

## Galerij

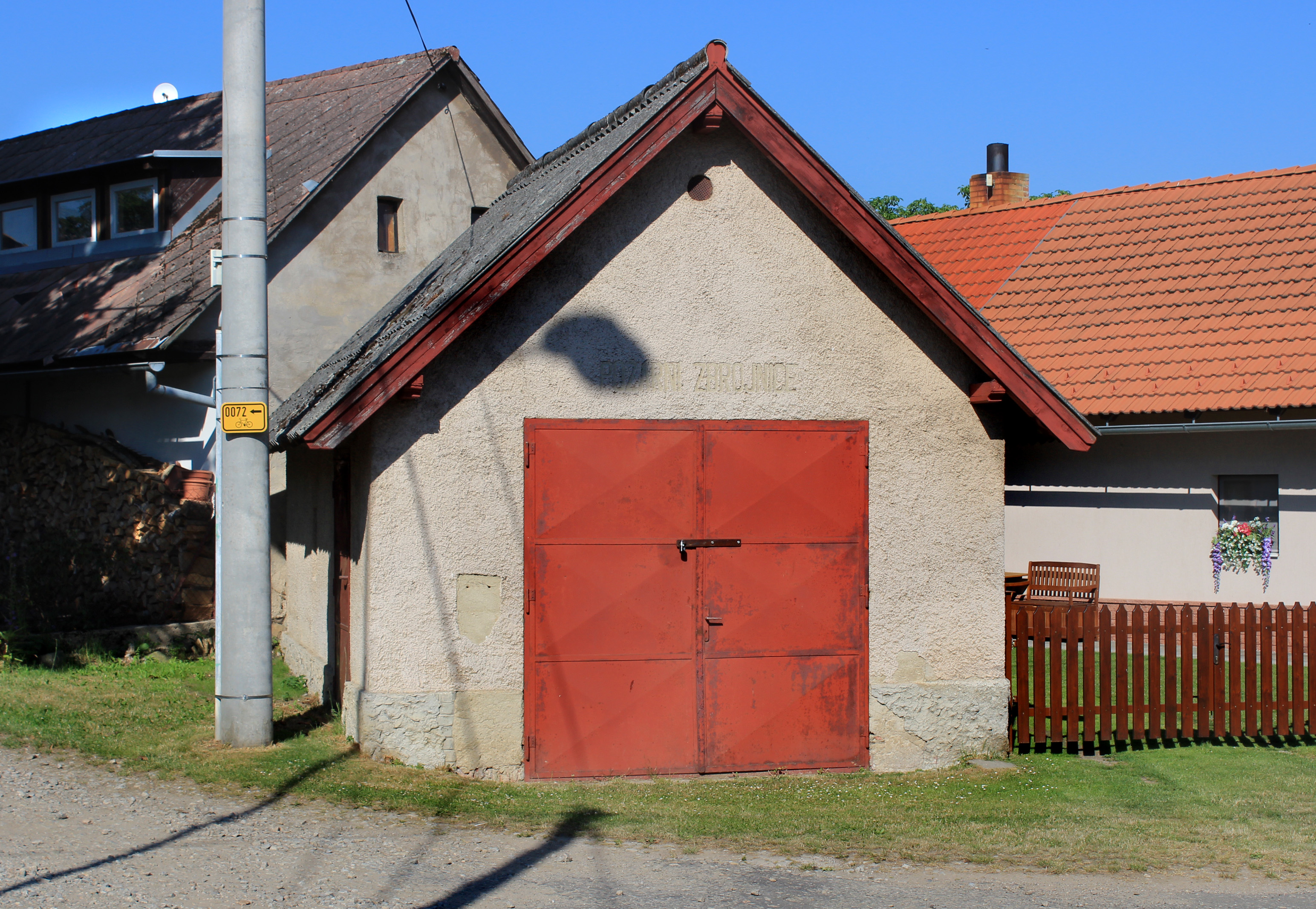
Brandweerkazerne (2015)
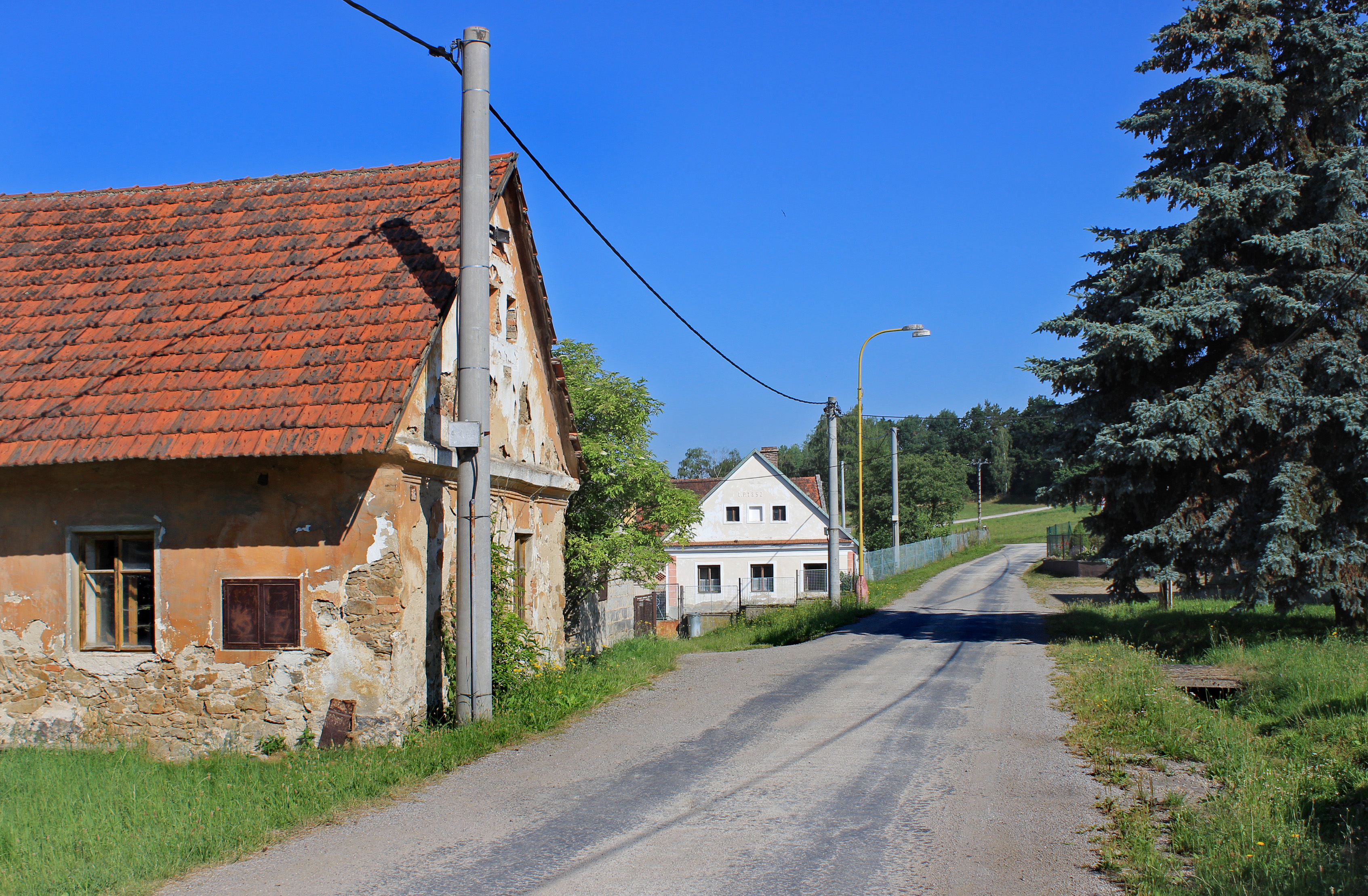
Hoofdstraat (2015)
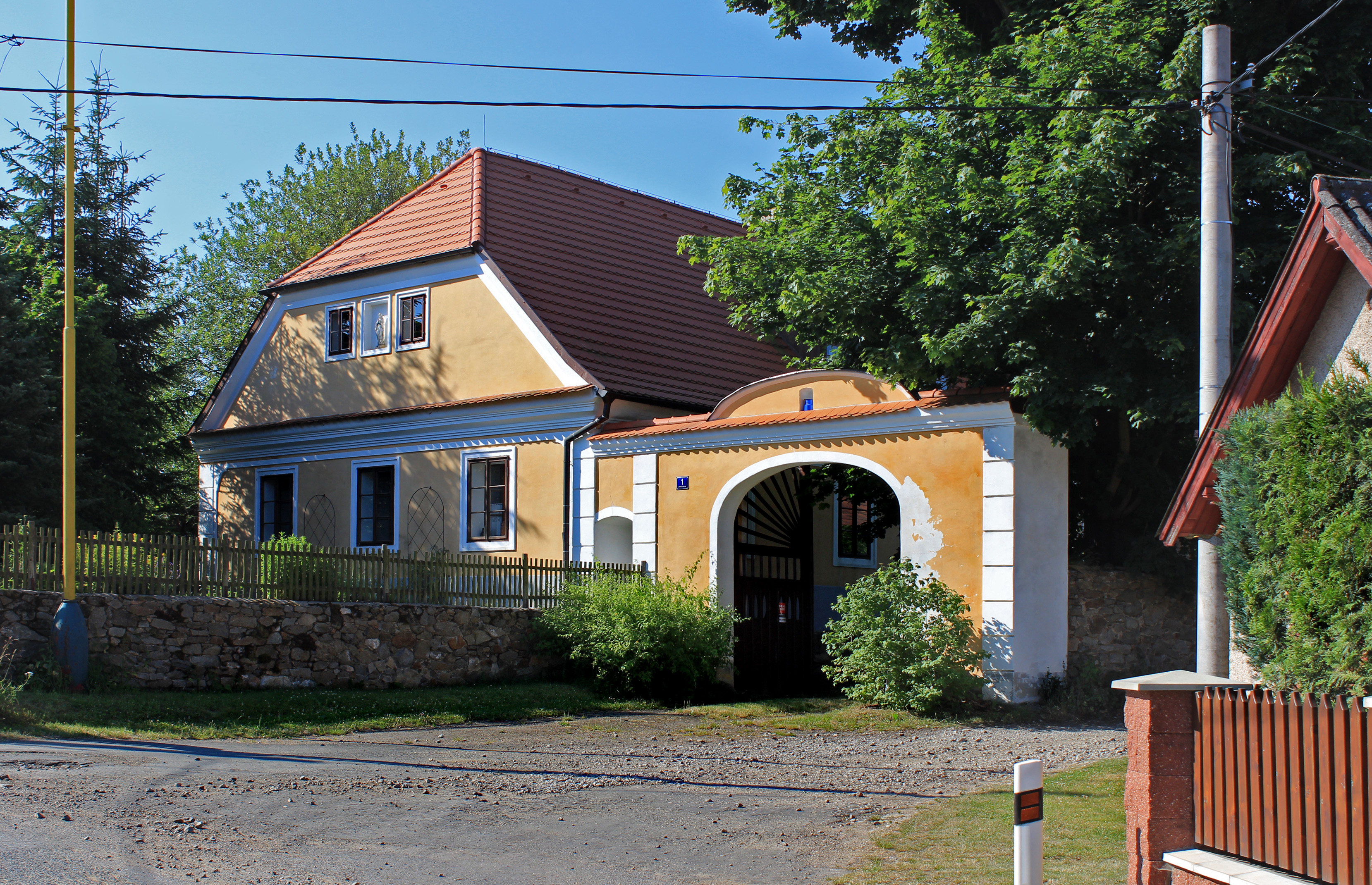
Oude boerderij (2015)
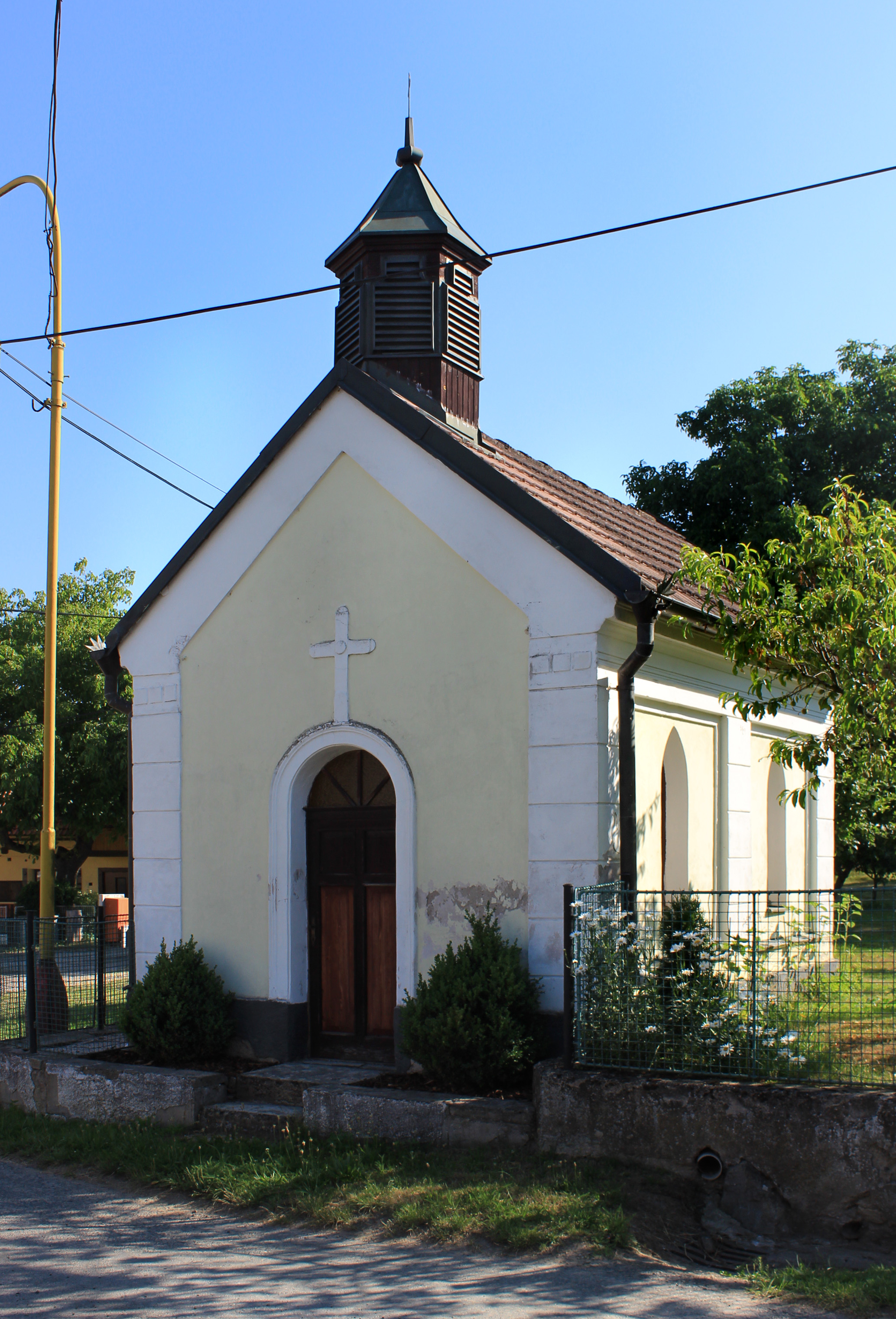
Dorpskapel (2015)